# A65 (Griekenland)
De A65 of Egaleo Ringweg (Περιφερειακή Αιγαλέου) is een autosnelweg in Griekenland. De snelweg verbindt over een afstand van 10 kilometer de A6 met Skaramagas.